# Neritoida
Neritoida foi uma ordem moluscos gastrópodes que incluia numerosas espécies de búzios, caracóis de água doce e caracóis terrestres. Com a revisão taxonómica de Bouchet & Rocroi, a partir de 2005 esta ordem foi desmembrada e os seus membros incluídos na ordem Orthogastropoda da superordem Neritopsina (ver Neritoidea).

## Taxonomia
A ordem Neritoida agrupava as seguintes superfamílias:
- Helicinoidea
- Hydrocenoidea
- Neritoidea
- Neritopsoidea
- Symmetrocapuloidea